# Gusuku
Gusuku (Okinawa-taal:御城, ook wel Suku, 城) betekent in de taal van Okinawa kasteel of fort. De meeste gusuku's zijn tegenwoordig niet meer dan ruïnes. Twee gusuku's zijn gereconstrueerd, namelijk de gusuku's Urasoe en Zakimi. Meerdere gusuku's zijn opgenomen op de werelderfgoedlijst van UNESCO.

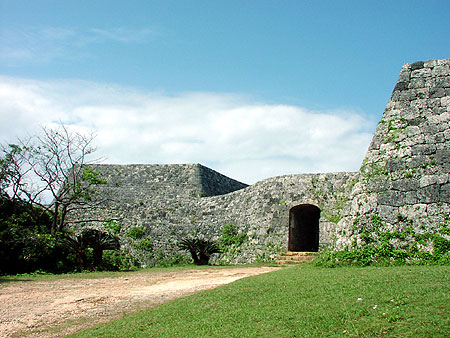
Gusuku Zakimi

Boeddhistische monumenten in het Horyu-ji-gebied ·
Kasteel Himeji ·
Shirakami-Sanchi ·
Yakushima ·
Historische monumenten van oud-Kyoto (Kyoto, Uji en Otsu) ·
Historische dorpen van Shirakawa-go en Gokayama ·
Vredesmonument in Hiroshima (Genbaku Dome) ·
Itsukushima-schrijn ·
Historische monumenten van oud-Nara ·
Schrijnen en tempels van Nikko ·
Gusuku en plaatsen van het Koninkrijk Riukiu ·
Heilige plaatsen en pelgrimsroute in het Kii-gebergte ·
Shiretoko ·
Zilvermijn Iwami Ginzan en zijn cultuurlandschap ·
Hiraizumi - Tempels, tuinen en archeologische sites die het boeddhistische Pure Land vertegenwoordigen ·
Ogasawara-eilanden ·
Fujisan, heilige plaats en bron van artistieke inspiratie ·
Zijdefabriek van Tomioka en aanverwante sites ·
Sites van de industriële revolutie van Japan tijdens de Meijiperiode: ijzer en staal, scheepsbouw en kolenmijnbouw ·
Architecturaal werk van Le Corbusier (Nationaal Museum voor Westerse Kunst) · 
Heilige eiland Okinoshima en aanverwante sites in Munakata · 
Verborgen christelijke sites in de streek van Nagasaki ·
Groep van kofun van Mozu-Furuichi: grafheuvels van oud-Japan ·
Amami-Oshima, Tokunoshima, noordelijk deel van Okinawa en Iriomote ·
Prehistorische Jomon-sites in Noord-Japan ·
Goudmijnen op het eiland Sado